# Olympische Winterspiele 1960/Eishockey
Das olympische Eishockeyturnier der Olympischen Winterspiele 1960 in Squaw Valley, USA gilt zugleich als 27. Eishockey-Weltmeisterschaft und 38. Europameisterschaft. Die Spiele fanden im Zeitraum vom 19. bis 28. Februar 1960 statt. Neun Mannschaften nahmen an diesem Turnier teil. Es wurde zunächst in drei Vorrundengruppen gespielt; die beiden Erstplatzierten erreichten die Finalrunde, die restlichen Teams spielten in einer Doppelrunde um die Plätze 7–9. Erstmals nahmen Australien und Japan an einem olympischen Eishockeyturnier teil. Um die Vertretung Deutschlands musste wie schon vor vier Jahren eine innerdeutsche Qualifikation ausgespielt werden.
Die Mannschaft der USA – Silbermedaillengewinner der letzten beiden Olympischen Spiele – konnte ihren Heimvorteil nutzen und wurde erstmals in ihren Geschichte Olympiasieger sowie zum zweiten Mal nach 1933 Weltmeister. Die hochfavorisierten Teams aus Kanada und der Sowjetunion komplettierten die Medaillenränge.

## Vorschauen
Der "Sport-Zürich" gab in seiner Ausgabe Nr. 21 vom 19. Februar 1960 auf den Seiten 9 und 10 eine Vorschau auf das olympische Eishockeyturnier:
Japan mit seiner Premiere bei den Weltmeisterschaften 1957 sei erstmals bei Olympia dabei – und überhaupt erstmals auf internationalem Boden sei Australien vertreten, „von dessen Eishockey außerhalb des fünften Kontinents niemand etwas wusste mit Ausnahme des regelmäßig die Mitgliedsbeiträge erhaltenden Kassiers des IIHF“.
Bislang hätten am amerikanischen Kontinent noch nie Weltmeisterschaften stattgefunden, lediglich Olympia 1932, dies mit nur vier Teams (aus Europa waren dies Deutschland und Polen), habe eine Ausnahme gebracht. Und nun mussten – wie schon 1932 Deutschland und Polen – Olympiamannschaften anderer Kontinente (Japan, Deutschland, Schweden, UdSSR, ČSR) sogenannte „Finanzierungsmatches“ absolvieren, wobei US-Universitäten freundliche Arrangeure derselben waren.
Der Internationale Verband habe zuerst das Turnier in einer Form ausgelost, wonach alle neun Mannschaften gegeneinander zu spielen hatten, jedoch legten die Olympiaorganisatoren ein kategorisches Veto ein, so dass es zu einer Bildung von drei Gruppen kam, wobei der jeweils Letzte ausschied und diese ein "Trostturnier" bestreiten sollten.
Die Prognose, dass Japan und Australien "Kanonenfutter" seien, traf ein. Offen war, ob Finnland oder (nach dem von der DDR, die – ähnlich wie 1956 – keine Spieler für eine gesamtdeutsche Mannschaft abstellen wollte, geforderten innerdeutschen Duell) die BRD ausscheiden würde, aber in der Finalrunde würde doch wieder das noch verbliebene Team um Rang 6 nicht herumkommen.
Es wurden dem deutschen Team gute Chancen eingeräumt, besser als die Finnen zu sein. Es würde die jüngste Mannschaft seit Jahren gestellt werden, nur Markus Egen sei noch dabei, der nun hier Abschied nehmen würde. Es habe zuletzt imponierende Ergebnisse gegeben (Siege über das ČSR-Nachwuchsteam, das in der Schweiz drei Spiele gewonnen hatte, dazu nach der Ankunft in den USA ein 6:8 gegen Green Bay Bobcoats, 6:4 gegen eine Minnesota-Auswahl und 6:6 gegen Colorado-College). Das finnische Team sei erst im letzten Moment überhaupt mitgenommen worden – und kurz vor der Abreise setzte es in zwei Spielen gegen Schweden ein Gesamtscore von 1:19. Es galt für Suomi nun, seine Entsendung doch zu rechtfertigen.
Hinsichtlich der Medaillenvergabe wären praktisch alle übrigen fünf Teams als Anwärter anzusehen. In einer alphabetischen Aufzählung wurde mit Kanada begonnen, welches (wieder) durch die Kitchener-Waterloo Dutchmen repräsentiert werde, was eher als schlechtes Omen anzusehen sei, denn diese hätten, nicht ohne Selbstverschulden wegen unsportlicher Haltung und Lebensweise, vor vier Jahren den obligatorischen Olympiasieg verscherzt. Es habe nun im Vorfeld hinsichtlich der Bestellung einer konkurrenzfähigen Mannschaft, dies unter Berücksichtigung der Amateurregeln, viele Probleme gegeben, Trainer Bill Durman sei zurückgetreten. Erst im Februar sei das Team komplett gewesen, der neue Trainer Bobby Bauer habe aber mit Geschick in sieben Aufbaumatches eine gute Einheit erreicht. Trotzdem gäbe es keinen Vergleich mit den anderen Turnierteilnehmern, der Sieg gegen eine Moskauer Auswahl könne schwer gezählt werden, weil sich darin nur ein Akteur der Sowjet-Olympiamannschaft befunden habe.
Bei Schweden müsse der Beweis erbracht werden, dass man hintereinander gute Spiele liefern könne und nicht jedem starken Match ein schwaches folge. Die vorjährige Enttäuschung bei den Weltmeisterschaften in Prag müsse auch dahingehend abgemildert werden, dass die Mittelstürmer Sven Johansson (bekannt als "Tumba" Johansson) und Nils Nilsson wegen Verletzungen ausgefallen waren, die jedoch diesmal wieder dabei seien. Das "Tre Kronor"-Team sei als letztes in Squaw Valley eingetroffen, bereits bei seinem ersten Match werde man auch gleichzeitig den Kanadiern in die Karten schauen können.
Zwar seien im Vorjahr die schnellsten Spieler bei der Weltmeisterschaft im Team der Tschechoslowakei zu sehen gewesen, jedes Jahr sei auch zuversichtlich über deren Chancen geschrieben und genauso jedes Jahr eine Enttäuschung erlebt worden, denn seit dem Titel 1949 habe es nie die Erwartungen vollends erfüllt. Nach Rang 5 bei Olympia 1956 habe es in der ČSR dieselbe "Revolution" wie in Kanada nach dessen dritten Rang gegeben, auch das vorjährige Bronze habe die gehegten Hoffnungen nicht erfüllt, Trostpflaster sei nur der abschließende 5:3-Sieg gegen Kanada gewesen. Man blieb dem Prinzip weiterhin treu, den Hauptanteil des Teams aus der jeweiligen Mannschaft zu rekrutieren, die Meister geworden ist – dies war nun wieder HC Kometa Brno ("Roter Stern Brünn"), dessen Trainer Eduard Farda auch als Nationaltrainer fungiere. Es habe nach der Ankunft in den Staaten mehrere Aufbauspiele (mit Niederlagen) gegeben, so dass der Eindruck bestünde, dass das ČSR-Team noch nicht alle Karten aufgedeckt, noch viel weniger ausgespielt habe. Vielleicht fehle es etwas an der Kampfhärte und der absoluten Sicherheit im Abschluss, wo einiges auf Kosten der Präzision fehle.
Titelverteidiger Sowjetunion habe alles getan, was als Vorbereitung für dieses Turnier zu tun war. Es wurden Gegner unterschiedlicher Spielweisen eingeladen oder aufgesucht, ein als "Moskauer Auswahl" tituliertes B-Team nach Kanada entsandt, in welchem sich mit Juri Baulin auch ein Spieler des Olympiaaufgebots befand. Tormann Nikolai Putschkow habe sich in einem Match gegen Denver eine Verletzung zugezogen, sodass mit seinem Einsatz in der Vorrunde nicht gerechnet wurde. Veteran Iwan Tregubow, ein kühler Verteidiger mit guter Übersicht, werde nicht mehr eingesetzt. Trainer Anatoli Tarassow habe die Mannschaft stark verjüngt und dies scheine gut gelungen zu sein, sie mache einen geschlossenen Eindruck, konditionell sei sie über die anderen europäischen Teams zu stellen. Die Sturmlinie Loktew-Alexandrow-Almetow sei ein Paradestück an Eleganz und Durchschlagskraft, obwohl das Trio sehr jung sei. Trotzdem sollten die Chancen nicht deshalb größer sein, weil Kanada einige seiner an WM-Turnieren brillanten Spieler hier nicht einsetzen dürfe, denn es dürfte auch der "Heimvorteil der "Ahornblätter wirksam sein.
Das USA-Team sei wie selten einmal während langen Wochen vorbereitet und eintrainiert worden. Es gäbe neun Spieler, die auch im Vorjahr in Prag dabei waren – und mit Jack Riley einen neuen Trainer. Die Yankees würden sich durch ihre Startschnelligkeit auszeichnen und dazu kämen Wucht und außerordentliche Schusskraft. Die USA hätten jedenfalls ihre stärksten Spieler im Team, da die Urlaubsschwierigkeiten wegfielen, die Europareisen stets zu bereiten gepflegt hatten. Dazu könnte auch die sonst auferlegte Drosselung des Temperaments wegfallen, denn vor eigenem Publikum könnte es sich mehr austoben. Fraglich war, inwieweit die europäischen Schiedsrichter dem profigewohnten Publikum die Amateurregeln beibringen können würden. Siehe bitte dazu auch einen Artikel lt. folgender Quellenangabe:
Die Matches fanden mit Ausnahme jener der UdSSR gegen die USA und gegen Kanada (27. und 28. Februar), die wegen der TV-Direktübertragungen schon zum allgemein vorgesehen gewesenen Beginn 13:30 Uhr angesetzt worden sind, erst ab 16 Uhr statt. Dies war Folge der Reklamation der Spieler über die schlechten Eisverhältnisse am Nachmittag, wenn die kalifornische Sonne die Eisfläche unter Wasser setzte. Den Veranstaltern wurde seitens des IIHF dafür zugestanden, dass es am Eröffnungstag keine Eishockeymatches gibt.
Mit Schiedsrichter Karl Hauser aus Bern, der seine vierten Olympischen Spiele pfeifen durfte, war auch die Schweiz am Turnier vertreten.

### Der Kampf um Gold
Das wahrscheinlich emotionellste und auch als vorweggenommenes Finale bezeichnete Match war das Aufeinandertreffen der beiden nordamerikanischen Teams am 25. Februar. Das Ergebnis war eine Überraschung, aber nicht eine eigentliche Sensation, denn die USA hatten im Verlauf dieses Turniers zu erkennen gegeben, dass sie für den Sieg in Frage kommen könnten. Für Kanada bedeuteten die ersten Gegentore auch gleichzeitig die erste Niederlage. Die USA begannen mit ungestümer Offensive und ihnen gelang in Überzahl (Conelly auf der Strafbank) durch Bob Cleary die Führung (12:14). Im zweiten Drittel drängte Kanada auf den Ausgleich, aber Johnson, der einen gegnerischen Pass abgefangen hatte, erzielte das 2:0 (34:00). Im Endspurt nach Conelly's Anschlusstreffer (53:37) scheiterten die Ahornblätter wiederholt an den Glanzparaden von McCartan. Das Match wurde von Karl Hauser (SUI) und Richard Wagner (Deutschland) geleitet – nebst Conelly gab es noch folgende Ausschlüsse: 1. Drittel: Benoît, Williams; 2. Drittel: erneut Benoît; 3. Drittel: Paavola. Trotz dieses Sieges waren die USA noch lange nicht durch, sie durften sich auch in den restlichen beiden Matches keinen Umfaller leisten.
Im Match gegen die Sowjets, wiederum mit dem Schiedsrichterteam Hauser/Wagner, waren beide Teams ziemlich ausgeglichen stark, der US-Tormann McCartan war ein Plus für seine Mannschaft, welche beweisen konnte, dass sie nicht nur im Verteidigen eines Resultats wie gegen Kanada, sondern auch im Aufholen eines Rückstandes stark ist. Dem 1:0 der USA (Bill Cleary, 4:04) folgte das 2:1 für den Gegner (Alexandrow, 5:03; Bytschkow, 9:37) Ausgleich im Mitteldrittel (Bill Christian, 31:01), Siegtreffer fünf Minuten vor Schluss (Bill Christian, 54:59) in den letzten 17 Sekunden die Russen ohne Torhüter Putschkow.
Vorerst schienen die USA schon Turniersieger zu sein, denn Schweden führte gegen Kanada mit 4:1, ging nochmals durch Lundvall (52:55) mit 5:4 in Führung, wurde aber niedergerannt, benahm sich schon ab dem Mitteldrittel taktisch schlecht.
So blieb alles offen. Im Kampf um Gold am Schlusstag durften sich die Yankees, unter der Annahme eines kanadischen Sieges gegen die UdSSR, keine Niederlage leisten, weil das Torverhältnis klar für den geografischen Nachbarn sprach. Und es streikten im Schlussspiel gegen die ČSR tatsächlich vorerst die Nerven. Die ČSR spielte vorerst munter drauflos und führte nach zwei Dritteln, dann ging ihr aber die Kraft aus – und dank sechs Toren im Schlussdrittel wurde die ČSR noch richtig zermürbt, sie kam auf ein negatives Torverhältnis.
Die Torschützen waren: Olson 4:19, McVey 9:52, R. Christian 13:33, 45:59, 52:04, 57:26, Bob Cleary 47:40, 51:56, Bill Cleary 52:43 bzw. Vlach 0:08, 26:58, Bubník 11:30, Vaněk 14:40 – Strafen (je 2 Minuten): Paavola 9:16, Johnson 30:36, Kirrane 39:25, McVey 47:53 bzw. Tikal 1:11, Kasper 9:51, Černý 30:26.
Im ultimativ finalen Match des Turniers, erneut durch Hauser/Wagner arbitriert, ging es für die Kanadier praktisch um ihren letzten Kredit bei den Angehörigen zu Hause, die ihnen die als schwere "Schlappe" gefühlte Niederlage gegen die USA nicht leicht verziehen. Dieses Aufeinandertreffen schien vorerst durch eine 4:0-Führung zur klaren Sache für Kanada zu werden, doch kämpften sich die Sowjets noch mit drei Treffern innerhalb von viereinhalb Minuten zurück.
Torschützenkönig wurde Roger Christian (7 Treffer) vor seinen Mannschaftskollegen Bob und Bill Clarey sowie Wenjamin Alexandrow und Lars Eric Lundvall (je 6 Treffer).
Die Statistik der Strafen zeigt Maurice Benoit mit 14 Minuten (7x2) vor drei Akteuren mit 12 Minuten, u. zw. Paul Ambros (6x2) sowie Roger Christian und Roger Christian (jeweils 10+2), mit 5x2 Minuten kam Leonhard Waltl auf Rang 5 dieser Wertung. Als Mannschaft war Deutschland mit 50 Minuten (25x2) das meistbestrafte Team vor Kanada mit 48 Minuten (19x2, 1x10) und der ČSR mit 38 Minuten (19x2), am wenigsten Strafen kassierte Schweden mit 24 Minuten (12x2).
Der nach diesen Spielen nach zwölf Großturnieren zurückgetretene Schweizer Schiedsrichter Karl Hauser war der Meinung, dass die Sowjetmannschaft an Spielstärke nachgelassen habe, weil die Bobrow-Schuwalow-Babitsch-Linie noch nicht ersetzt werden konnte. Die Kanadier hätten sich viel durch Reklamieren hervorgetan, seien rasch auseinandergefallen, weil sie kein Team bildeten, sondern aus Einzelspielern bestanden. Die USA hätten für ein Überseeteam sehr viel Sinn für ein Kombinationsspiel gezeigt, besonders stark habe sie ihre Spielfreudigkeit und gute Kameradschaft gemacht. Die ČSR sei in Schönheit gestorben, habe eine verhängnisvolle Abschlussschwäche gezeigt, bei den Schweden waren die Schwankungen zu enorm. Das deutsche Team müsse neu umgebaut werden. Die übrigen drei seien vor einer zu schweren Aufgabe gestanden. Auch die Schweiz hätte hier auf Grund der momentanen Einstellung ihrer Spieler nichts zu bestellen gehabt. Es müsste sich die Mentalität ändern und wieder Idealismus einkehren.

## Innerdeutsche Qualifikation
| 9. Dezember 1959 20:00 Uhr | BR Deutschland Siegfried Schubert (5.) Ernst Trautwein (12.) Kurt Sepp (30.) Horst Schuldes (47.) Kurt Sepp (49.) | 5:2 (2:1, 1:1, 2:0) Spielbericht | DDR Wolfgang Blümel (5.) Dieter Kratzsch (29.) | Garmisch-Partenkirchen Zuschauer: 10.000 |

In der Neuen Zeit werden die Torschützen wie folgt angegeben: Schubert (2), Schuldes, Rampf (49.) und Trautwein. Dazu werden aber Trautwein die Tore in der 12. und 30. Minute zugeschrieben.
Im Neuen Deutschland wird das letzte Tor Ambros zugerechnet.
Gemäß einer Vereinbarung hätte es ein zweites Ausscheidungsspiel nicht gegeben, wenn im ersten Spiel eine Mannschaft mit mehr als 4 Toren Differenz gewonnen hätte.
| 12. Dezember 1959 17:00 Uhr | DDR Hans Frenzel (2.) Manfred Buder (36.) Joachim Ziesche (40.) | 3:5 (1:2, 2:0, 0:3) | BR Deutschland Kurt Sepp (3.) Leonhard Waitl (10.) Paul Ambros (45.) Ernst Trautwein (56.) Ernst Trautwein (58.) | Weißwasser Zuschauer: 8.000 |

Damit vertrat die bundesdeutsche Auswahl Deutschland beim olympischen Eishockeyturnier.

## Hauptturnier

### Vorrunde

#### Gruppe A
| 19. Februar 1960 | Squaw Valley | Kanada   | – | Schweden |  | 5:2 (2:1,1:1,2:0)  |
|                  |              |          |   |          |  |                    |
| 20. Februar 1960 | Squaw Valley | Kanada   | – | Japan    |  | 19:1 (5:0,7:1,7:0) |
|                  |              |          |   |          |  |                    |
| 21. Februar 1960 | Squaw Valley | Schweden | – | Japan    |  | 19:0 (8:0,5:0,6:0) |

Abschlusstabelle
| Pl | Mannschaft | Sp | S | U | N | Tore  | Diff | Pkt. |
| -- | ---------- | -- | - | - | - | ----- | ---- | ---- |
| 1  | Kanada     | 2  | 2 | 0 | 0 | 24:03 | +21  | 4:0  |
| 2  | Schweden   | 2  | 1 | 0 | 1 | 21:05 | +16  | 2:2  |
| 3  | Japan      | 2  | 0 | 0 | 2 | 01:38 | −37  | 0:4  |

#### Gruppe B
| 19. Februar 1960 | Squaw Valley | UdSSR       | – | Deutschland |  | 8:0 (3:0,3:0,2:0) |
|                  |              |             |   |             |  |                   |
| 20. Februar 1960 | Squaw Valley | UdSSR       | – | Finnland    |  | 8:4 (2:1,4:0,2:3) |
|                  |              |             |   |             |  |                   |
| 21. Februar 1960 | Squaw Valley | Deutschland | – | Finnland    |  | 4:1 (1:0,2:0,1:1) |

Abschlusstabelle
| Pl | Mannschaft  | Sp | S | U | N | Tore  | Diff | Pkt. |
| -- | ----------- | -- | - | - | - | ----- | ---- | ---- |
| 1  | UdSSR       | 2  | 2 | 0 | 0 | 16:04 | +12  | 4:0  |
| 2  | Deutschland | 2  | 1 | 0 | 1 | 04:09 | −05  | 2:2  |
| 3  | Finnland    | 2  | 0 | 0 | 2 | 05:12 | −07  | 0:4  |

#### Gruppe C
| 19. Februar 1960 | Squaw Valley | USA              | – | Tschechoslowakei |  | 7:5 (2:1,1:3,4:1)  |
|                  |              |                  |   |                  |  |                    |
| 20. Februar 1960 | Squaw Valley | Tschechoslowakei | – | Australien       |  | 18:1 (7:1,3:0,8:0) |
|                  |              |                  |   |                  |  |                    |
| 21. Februar 1960 | Squaw Valley | USA              | – | Australien       |  | 12:1 (6:0,3:0,3:1) |

Abschlusstabelle
| Pl | Mannschaft       | Sp | S | U | N | Tore  | Diff | Pkt. |
| -- | ---------------- | -- | - | - | - | ----- | ---- | ---- |
| 1  | USA              | 2  | 2 | 0 | 0 | 19:06 | +13  | 4:0  |
| 2  | Tschechoslowakei | 2  | 1 | 0 | 1 | 23:08 | +15  | 2:2  |
| 3  | Australien       | 2  | 0 | 0 | 2 | 02:30 | −28  | 0:4  |

### Platzierungsrunde um die Plätze 7–9
| 22. Februar 1960 | Squaw Valley | Finnland | – | Australien |  | 14:1 (8:1,4:0,2:0) |
|                  |              |          |   |            |  |                    |
| 23. Februar 1960 | Squaw Valley | Finnland | – | Japan      |  | 6:6 (2:1,3:2,1:3)  |
|                  |              |          |   |            |  |                    |
| 24. Februar 1960 | Squaw Valley | Japan    | – | Australien |  | 13:2 (3:0,4:0,6:2) |
|                  |              |          |   |            |  |                    |
| 25. Februar 1960 | Squaw Valley | Finnland | – | Australien |  | 19:2 (6:1,5:1,8:0) |
|                  |              |          |   |            |  |                    |
| 26. Februar 1960 | Squaw Valley | Finnland | – | Japan      |  | 11:2 (2:1,6:0,3:1) |
|                  |              |          |   |            |  |                    |
| 27. Februar 1960 | Squaw Valley | Japan    | – | Australien |  | 11:3 (6:0,2:1,3:2) |

Abschlusstabelle
| Pl | Mannschaft | Sp | S | U | N | Tore  | Diff | Pkt. |
| -- | ---------- | -- | - | - | - | ----- | ---- | ---- |
| 1  | Finnland   | 4  | 3 | 1 | 0 | 50:11 | +39  | 7:1  |
| 2  | Japan      | 4  | 2 | 1 | 1 | 32:22 | +10  | 5:3  |
| 3  | Australien | 4  | 0 | 0 | 4 | 08:57 | −49  | 0:8  |

### Finalrunde um die Plätze 1–6
| 22. Februar 1960 | Squaw Valley | USA              | – | Schweden         |  | 6:3 (4:0,1:2,1:1)  |
| 22. Februar 1960 | Squaw Valley | UdSSR            | – | Tschechoslowakei |  | 8:5 (3:2,2:1,3:2)  |
| 22. Februar 1960 | Squaw Valley | Kanada           | – | Deutschland      |  | 12:0 (6:0,1:0,5:0) |
|                  |              |                  |   |                  |  |                    |
| 24. Februar 1960 | Squaw Valley | USA              | – | Deutschland      |  | 9:1 (2:0,3:1,4:0)  |
| 24. Februar 1960 | Squaw Valley | UdSSR            | – | Schweden         |  | 2:2 (0:0,0:0,2:2)  |
| 24. Februar 1960 | Squaw Valley | Kanada           | – | Tschechoslowakei |  | 4:0 (3:0,1:0,0:0)  |
|                  |              |                  |   |                  |  |                    |
| 25. Februar 1960 | Squaw Valley | UdSSR            | – | Deutschland      |  | 7:1 (0:1,4:0,3:0)  |
| 25. Februar 1960 | Squaw Valley | USA              | – | Kanada           |  | 2:1 (1:0,1:0,0:1)  |
| 25. Februar 1960 | Squaw Valley | Tschechoslowakei | – | Schweden         |  | 3:1 (3:0,0:1,0:0)  |
|                  |              |                  |   |                  |  |                    |
| 27. Februar 1960 | Squaw Valley | Tschechoslowakei | – | Deutschland      |  | 9:1 (3:1,4:0,2:0)  |
| 27. Februar 1960 | Squaw Valley | USA              | – | UdSSR            |  | 3:2 (1:2,1:0,1:0)  |
| 27. Februar 1960 | Squaw Valley | Kanada           | – | Schweden         |  | 6:5 (1:4,1:0,4:1)  |
|                  |              |                  |   |                  |  |                    |
| 28. Februar 1960 | Squaw Valley | Schweden         | – | Deutschland      |  | 8:2 (2:0,2:2,4:0)  |
| 28. Februar 1960 | Squaw Valley | USA              | – | Tschechoslowakei |  | 9:4 (3:3,0:1,6:0)  |
| 28. Februar 1960 | Squaw Valley | Kanada           | – | UdSSR            |  | 8:5 (3:0,1:3,4:2)  |

Abschlusstabelle
| Pl | Mannschaft       | Sp | S | U | N | Tore  | Diff | Pkt.  |
| -- | ---------------- | -- | - | - | - | ----- | ---- | ----- |
| 1  | USA              | 5  | 5 | 0 | 0 | 29:11 | +18  | 10: 0 |
| 2  | Kanada           | 5  | 4 | 0 | 1 | 31:12 | +19  | 8: 2  |
| 3  | UdSSR            | 5  | 2 | 1 | 2 | 24:19 | +5   | 5: 5  |
| 4  | Tschechoslowakei | 5  | 2 | 0 | 3 | 21:23 | −2   | 4: 6  |
| 5  | Schweden         | 5  | 1 | 1 | 3 | 19:19 | 0    | 3: 7  |
| 6  | Deutschland      | 5  | 0 | 0 | 5 | 5:45  | −40  | 0:10  |

## Abschlussplatzierung und Kader der Mannschaften
| Platzierung    | Mannschaft       | Spieler |
| -------------- | ---------------- | --- |
| Goldmedaille   | USA              | Roger Christian, Bill Christian, Bill Cleary, Bob Cleary, Gene Grazia, Paul Johnson, Jack Kirrane, John Mayasich, Jack McCartan, Bob McVey, Dick Meredith, Rodney Paavola, Larry Palmer, Weldon Olson, Edwyn Owen, Dick Rodenheiser, Tommy Williams Trainer: Jack Riley                                                                                              |
| Silbermedaille | Kanada           | Maurice Benoit, Bob Attersley, James Connelly, Jack Douglas, Fred Etcher, Robert Forhan, Don Head, Harold Hurley, Ken Laufman, Floyd Martin, Robert McKnight, Cliff Pennington, Donald Rope, Bobby Rousseau, George Samolenko, Harry Sinden, Darryl Sly Trainer: Bobby Bauer                                                                                         |
| Bronzemedaille | UdSSR            | Wenjamin Alexandrow, Alexander Almetow, Juri Baulin, Michail Bytschkow, Wladimir Grebennikow, Jewgeni Groschew, Wiktor Jakuschew, Jewgeni Jorkin, Nikolai Karpow, Alfred Kutschewski, Konstantin Loktew, Stanislaw Petuchow, Wiktor Prjaschnikow, Nikolai Putschkow, Genrich Sidorenkow, Nikolai Sologubow, Juri Zizinow Trainer: Anatoli Tarassow, Wladimir Jegorow |
| 4.             | Tschechoslowakei | Vlastimil Bubník, Josef Černý, Bronislav Danda, Vladimír Dvořáček, Jozef Golonka, Karel Gut, Jaroslav Jiřík, Jan Kasper, František Mašlán, Vladimír Nadrchal, Václav Pantůček, Rudolf Potsch, Ján Starší, František Tikal, František Vaněk, Miroslav Vlach, Jaroslav Volf                                                                                            |
| 5.             | Schweden         | Anders Andersson, Lars Björn, Gert Blomé, Sigurd Bröms, Einar Granath, Sven Johansson, Bengt Lindqvist, Lars-Eric Lundvall, Nils Nilsson, Bert-Ola Nordlander, Carl-Göran Öberg, Ronald Pettersson, Ulf Sterner, Roland Stoltz, Hans Svedberg, Kjell Svensson, Sune Wretling                                                                                         |
| 6.             | Deutschland      | Paul Ambros, Georg Eberl, Markus Egen, Ernst Eggerbauer, Michael Hobelsberger, Hans Huber, Ulli Jansen, Hans Rampf, Sepp Reif, Otto Schneitberger, Siegfried Schubert, Horst Schuldes, Kurt Sepp, Ernst Trautwein, Xaver Unsinn, Leonhard Waitl |
| 7.             | Finnland         | Yrjö Hakala, Raimo Kilpiö, Erkki Koiso, Juhani Lahtinen, Matti Lampainen, Esko Luostarinen, Esko Niemi, Pertti Nieminen, Kalevi Numminen, Heino Pulli, Kalevi Rassa, Teppo Rastio, Jorma Salmi, Jouni Seistamo, Voitto Soini, Seppo Vainio, Juhani Wahlsten |
| 8.             | Japan            | Shikashi Akazawa, Shinichi Honma, Toshiei Honma, Hidenori Inatsu, Atsuo Irie, Yuji Iwaoka, Takashi Kakihara, Yoshihiro Miyazaki, Masao Murano, Isao Ono, Akiyoshi Segawa, Shigeru Shimada, Kunito Takagi, Mamoru Takashima, Masami Tanabu, Shoichi Tomita, Toshihiko Yamada                                                                                          |
| 9.             | Australien       | Robert Reid, Noel McLoughlin, Basil Hansen, Ken Wellman, John Nicholas, Vic Ekberg, Russell Jones, Ivo Vesely, John Thomas, Clive Hitch, Noel Derrick, Dave Cunningham, Peter Parrott, Ben Acton, Ken Pawsey, Ron Amess, Steve Tikal |

Olympiasieger 1956:  UdSSR / Weltmeister 1959:  Kanada

Die Abschlussplatzierung des olympischen Eishockeyturniers stellt zugleich die Abschlussplatzierung der 27. Eishockey-Weltmeisterschaft dar.

Eishockey-Weltmeister 1960

 USA
Zur Ermittlung der Abschlussplatzierung der 38. Europameisterschaft wurde das Tableau des olympischen Eishockeyturniers von den nichteuropäischen Teams bereinigt.
Eishockey-Europameister 1960

 UdSSR